# مهدی عدل
مهدی عدل از سیاستمداران ایرانی بود، که در دوره‌ چهاردهم بعنوان نماینده مشکین شهر  در مجلس شورای ملی حضور داشت.